# 呉承瑛
呉 承瑛（ご しょうえい、Wu Chengying、1975年4月21日 - ）は、中国の元サッカー選手。元中国代表。ポジションはディフェンダー。

## 来歴
1996年にAFCアジアカップで中国代表デビュー。AFCアジアカップ2000にも出場、全試合に出場しベスト4となった。中国史上初の出場となった2002 FIFAワールドカップにもグループステージ全3試合に出場した。中国代表として52試合に出場、2得点をあげた。

## 代表歴

### 出場大会
- 中国代表
  - 2002 FIFAワールドカップ

### 試合数
- 国際Aマッチ 52試合 2得点（1996年-2002年）[1]

| 中国代表 | 国際Aマッチ | 国際Aマッチ |
| 年       | 出場        | 得点        |
| -------- | ----------- | ----------- |
| 1996     | 1           | 0           |
| 1997     | 3           | 0           |
| 1998     | 4           | 0           |
| 1999     | 0           | 0           |
| 2000     | 16          | 0           |
| 2001     | 21          | 2           |
| 2002     | 7           | 0           |
| 通算     | 52          | 2           |